# Vepr 12
베프리 12(영어: Vepr 12)은 몰롯사에서 개발한 반자동 산탄총이다.

## 같이 보기
- 사이가 12